# Usser Wissberg
Usser Wissberg är en bergstopp i Schweiz.   Den ligger i regionen Viamala och kantonen Graubünden, i den östra delen av landet, 170 km öster om huvudstaden Bern. Toppen på Usser Wissberg är 3 053 meter över havet, eller 231 meter över den omgivande terrängen. Bredden vid basen är 2,2 km.
Terrängen runt Usser Wissberg är bergig västerut, men österut är den kuperad. Trakten runt Usser Wissberg är nära nog obefolkad, med mindre än två invånare per kvadratkilometer.. Närmaste större samhälle är Savognin, 12,9 km nordost om Usser Wissberg. 
Trakten runt Usser Wissberg består i huvudsak av gräsmarker.